# Alyxia taiwanensis
Alyxia taiwanensis е вид растение от семейство Олеандрови (Apocynaceae). Видът е застрашен от изчезване.

## Разпространение
Разпространен е в Тайван.